# اونگای مای ملودی
اونگای مای ملودی (ژاپنی: おねがいマイメロディ هپبورن: Onegai mai merodi, به‌معنای لطفا مای ملودی) انیمهٔ سریالی ژاپنی می‌باشد که توسط استودیو کومت بر پایهٔ یکی‌از شخصیت‌های سانریو با نام مای ملودی ساخته شده‌است. این انیمهٔ سریالی از ۳ ‌آوریل سال ۲۰۰۵ تا ۲۶ مارس سال ۲۰۰۶ از شبکه‌های تی‌وی اوساکا و تی‌وی توکیو در ۵۲ قسمت پخش می‌شد.